# Герб Дубоссар
Герб Дубоссар — офіційний символ міста Дубоссари. Автор герба: Тинкован Микола Іванович.

## Опис
Герб являє собою перетнутий щит, вгорі — лазурове поле, внизу насичене — блакитне. Вище лінії, що перетинає щит, розташоване півколо сонця, що сходить з шістьма розбіжними променями золотистого кольору. Праворуч від сонця три шлюзи Дубоссарської ГЕС сірого кольору з  водою блідо-блакитного кольору, що падає. У центрі щита зображена давньоруська тура (Дубас) горіхового кольору з піднятим вітрилом білого кольору.
Біля краю щита розташовані два жовтих пагорба. Весь щит оперізує облямівка сріблясто-сірого кольору, за якою в горі виконаний червоним напис «Дубоссари». В нижньому краю зображена гірлянда сплетеного листя винограду, дуба і колосків пшениці, що доходить до 1/3 вертикальної частини кайми.
У місцях переходу, від воронкоподібної частини щита до прямої, облямівка перевита стрічками у кольоровому виконанні відповідним до кольорів прапору ПМР.
У лівому куті вільної частини щита на жовтому тлі розміщений двоголовий орел чорного кольору, який тримає у кігтях праворуч — веретено, ліворуч — оливкову гілку.
Розмірне співвідношення висоти герба до ширини становить 1,36:1. Вертикальна частина щита займає 2/3, воронкоподібна 1/3 висоти герба. Ширина кайми становить 1/7 від загальної ширини щита. Ширина вільної частини дорівнює ширині кайми.